# Acuerdos de Saint-Jean-de-Maurienne

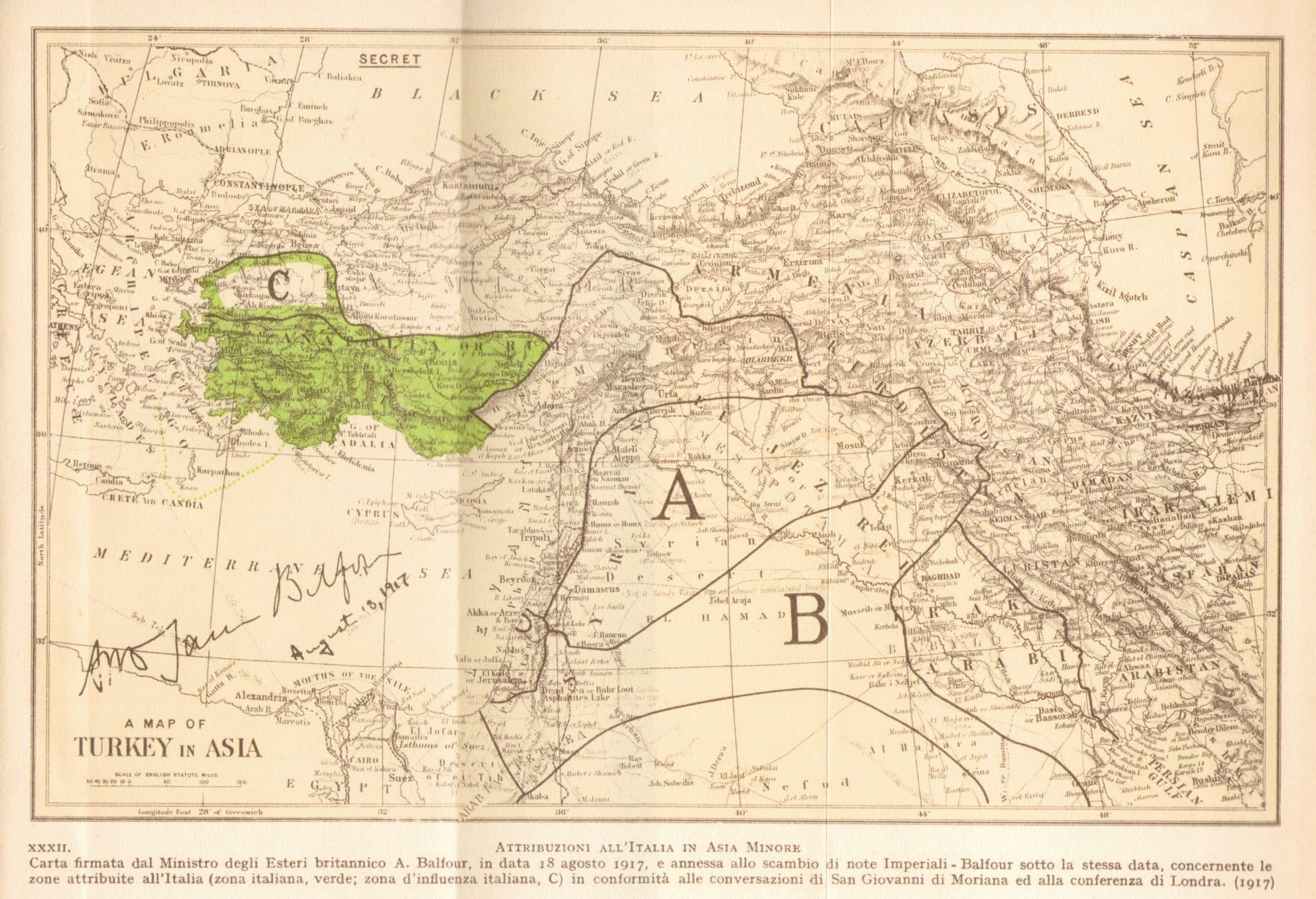
El territorio concedido a Italia en el pacto, en un mapa rubricado por el primer ministro británico David Lloyd George. Las zonas de influencia aparecen marcadas con letras: A (francesa), B (británica) y C (italiana).

Los acuerdos de Saint-Jean-de-Maurienne fueron un concierto que se pactó entre el primer ministro británico David Lloyd George, el francés Alexandre Ribot y el ministro de Asuntos Exteriores italiano Sidney Sonnino en la reunión que tuvieron en la localidad francesa homónima el 19 de abril de 1917. El objetivo francobritánico era obtener la aquiescencia italiana para compensar a Grecia por participar del lado aliado en la Primera Guerra Mundial. El de Italia, fijar la porción de Anatolia que se le había asignado en el Tratado de Londres de 1915. El acuerdo se plasmó luego en un documento firmado en la capital británica en agosto de ese año, pendiente de la conformidad rusa, que nunca se obtuvo.

## Pactos incompatibles
En el Acuerdo Sykes-Picot de 1916, franceses y británicos se habían repartido gran parte del Imperio otomano. Para que Rusia aceptase el reparto, le concedieron ciertas zonas del noreste del imperio. Italia, sin embargo, desconocía el concierto entre las potencias, pese a que lo que se le había prometido en el Tratado de Londres de 1915 podía resultar incompatible con él. Los italianos entendían que los valiatos adyacentes al de Konia, al que pertenecía el sanjacado de Adalia, les correspondían en calidad de zonas de influencia según lo estipulado en 1915. Así, los valiatos de Adana y Aydın debían formar su zona de influencia en Anatolia; estaban dispuesto a ceder a los franceses el norte del primero, pero sin la ciudad homónima, el puesto de Mersin y el ferrocarril Konia-Adana-Mersin. El ferrocarril, al igual que Mersin, habían sido asignados a Francia en el acuerdo franco-británico de 1916.
En septiembre de 1916, Italia tuvo conocimiento del acuerdo franco-británico y exigió conocer sus detalles. A cambio de delimitar claramente los territorios que habría de recibir en Anatolia en caso de desmembramiento del Imperio otomano, Italia estaba dispuesta a reconocer la validez del Acuerdo Sykes-Picot y del acuerdo de Constantinopla de 1915, mediante el cual Francia y el Reino Unido habían prometido los estrechos del mar de Mármara a Rusia.

## Objetivos y acuerdo
Los Aliados deseaban la cooperación griega tanto en abastos como en tropas para emprender una ofensiva en el frente macedonio con el Ejército de Oriente que les permitiese zafarse de la Macedonia griega, infestada de mosquitos que causaban bajas por malaria.
Para entrar en el conflicto mundial, los nacionalistas griegos acaudillados por Elefterios Venizelos exigían la cesión de la región de Esmirna y la de Tracia oriental, además de los aledaños de la capital otomana, Constantinopla. A cambio de aceptar estas pretensiones, los italianos reclamaron discutir la partición del territorio otomano, pues habían sido excluidos del acuerdo Sykes-Picot en el que Rusia, Francia y el Reino Unido se lo habían repartido. En el nuevo acuerdo, las potencias aceptaban que Italia recibiese el sanjacado de Adalia, la parte sur del de Esmirna/Aydın, parte del interior de Anatolia (casi todo el valiato de Konia) y ciertas concesiones en el occidente del valiato de Adana (la comarca de Mersin), por entonces ya prometido a Francia. Adana y Mesin, sin embargo, quedaban asignadas a Francia. Además, franceses y británicos renunciaban temporalmente a tratar la paz con los austrohúngaros.

## Condiciones posteriores
Tras el acuerdo de los mandatarios en Francia, el posterior estudio del acuerdo llevó a que tanto esta como el Reino Unido exigiese el cumplimiento de varias condiciones para aceptar formalmente lo concedido en Saint-Jean-de-Maurienne. Francia pidió que Esmirna se declarase puerto franco, que Rusia aceptase lo pactado y que se trazase una frontera aceptable para las dos partes entre los territorios asignados a sí misma y a Italia; el Reino Unido coincidió en las dos primeras condiciones y pidió que Italia participase más intensamente en la guerra en Oriente Próximo.
Británicos y franceses obtuvieron la proclamación de Esmirna como puerto franco, los franceses el trazado solicitado y los italianos quedaron eximidos de mayores esfuerzos bélicos en la zona. Los británicos recibieron además la línea férrea Constantinopla-Bagdad. Italia, Francia y el Reino Unido ratificaron lo pactado en un reunión celebrada en Londres los días 7 y 8 de agosto de 1917.